# Odontohenricia violacea
Odontohenricia violacea är en sjöstjärneart som beskrevs av Clark och Jewett 20. Odontohenricia violacea ingår i släktet Odontohenricia och familjen krullsjöstjärnor. Inga underarter finns listade i Catalogue of Life.